# 沖縄国際カーニバル

嘉手納基地付近のパレード（2013年）

エイサー（2010年）

沖縄国際カーニバル（おきなわこくさいかーにばる）は、毎年11月下旬に沖縄県沖縄市で開催される市民まつりである。

## 概要
沖縄国際カーニバルは沖縄市民の融和と産業の活性化を図り、国際色豊かな市の特性を発信する市民まつりで、音楽や芸能、スポーツ等の交流を通した市民協働による」の街づくりに寄与することを目的としている。
毎年11月下旬、文化複合施設「沖縄こども未来ゾーン（沖縄こどもの国）」と、市の中心街であるコザ・ゲート通り周辺を交通規制し、2 日間にわたって開催される。メインイベントは「国際大綱引き」「民俗芸能パレード・コザ絵巻」「沖縄サンバカーニバル」など。
国際大綱引きでは、重さ約10トン、長さ約80メートルの綱が使われ、約2000人の参加者が東西に分かれて引き合う。市内に米軍関係者が多く居住していることから、日米対抗戦も行われる。
民俗芸能パレードには、エイサーをはじめフラメンコやフラダンスなどの多彩な団体が参加する。
沖縄サンバカーニバルは2003年よりメインイベントのひとつとして開催されており、約300名の参加者が色とりどりの仮装を身にまとい、サンバの軽快なリズムに乗りながらパレードする。県外のサンバチームからも毎年約50名の参加者があり、国際カーニバルの目玉となっている。
その他、沖縄市の観光や物産をPRする女性を選出するミスハイビスカスコンテストや、近隣小学校のサッカー部員が多数参加するミニPK大会、地元バンドによるコンサートも開かれ、沖縄市営闘牛場では国際カーニバル闘牛大会も開かれる。
主催は沖縄市経済文化部文化観光課内、同実行委員会。

## 歴史
沖縄国際カーニバルは1975年より開催の「沖縄市まつり」と1991年より開催の「沖縄カーニバル（国際カーニバル）」が、1993年より合併して開催されるようになった。
2008年からは「ゲート#2フェスタ」と日程が統合されて、同時開催されている。